# Calculatrice (Apple)
Pour les articles homonymes, voir Calculatrice (homonymie).
Calculatrice est une application de calcul créée par Apple Inc. inclus sur les systèmes d'exploitation iOS, macOS, iPadOS et watchOS. Il dispose de trois modes : élémentaire, scientifique et programmeur. (voir la section Fonctionnalités)
Une fonction calculatrice est incluse avec iOS depuis son lancement sur iPhone et iPod Touch Cependant, les iPad n’ont jamais eu d’application de calcul propriétaire. Une fonction de calculatrice native a été ajoutée à l'Apple Watch avec watchOS.

## Histoire
La calculatrice est apparue pour la première fois comme accessoire de bureau dans la première version du système Macintosh pour le Macintosh 128K de 1984. Son incarnation originale a été développée par Chris Espinosa et son apparence a été conçue, en partie, par Steve Jobs lorsque Espinosa, troublé par le mécontentement de Jobs avec tous ses prototypes, a conçu une application appelée The Steve Jobs Roll Your Own Calculator Construction Set qui permettait à Jobs pour adapter l'apparence de la calculatrice à son goût. Sa conception a été conservée avec les mêmes opérations mathématiques de base jusqu'à la version finale du Mac OS classique en 2001.
Elle fait son apparition sur les iPad lors de la WWDC24 pour la présentation d’iPadOS18. Lors de cette conférence, la calculatrice à le droit à son lot de nouveauté avec l’apparition de « Math Notes » qui permet directement dans les notes ou dans l’application d’écrire et de résoudre des opérations en les notants. Cela permet de résoudre des problèmes plus ou moins complexe et de faire apparaître des graphiques ou autre… Mais ce n’est pas tout, l’historique fait également sont apparition ainsi que l’historique des calculs effectués. Cette nouvelle version intègre également la conversion via l’application calculatrice (qui existait sur Message) et sur le Spotlight. Il est possible de convertir des angles, des superficies, des devises, des données (octet, bit, GB…), des énergies, des forces, des carburants, des longueurs, des puissances, des pressions, des vitesses, des températures, des durées (jours, mois…), des volumes et des poids.
Un bouton pour effacer le calcul est désormais apparu. Une icône calculatrice apparaît en bas de l’écran pour changer de mode (élémentaire, scientifique ou notes mathématiques) ou pour activer la conversion.

## Fonctionnalités
La calculatrice comprend également quelques fonctions de conversion de base pour convertir entre les unités comme la température ou encore la devise
Sur iOS et macOS, des fonctions arithmétiques simples peuvent être calculées à partir de la fonctionnalité Spotlight. Ils comprennent les opérations standard d'addition, de soustraction, de multiplication et de division.

## Absence sur iPad (avantiPadOS 18)
L'application Calculatrice n'est pas disponible sur la tablette iPad d'Apple. En 2020, interrogé à ce sujet par le YouTubeur américain Marques Brownlee, le responsable des logiciels d'Apple, Craig Federighi, a répondu qu'Apple n'avait pas trouvé de design qui « rendrait justice » à la taille de l'écran de l'iPad. En 2022 Greg Joswiak interrogé a répondu « Vous voulez une application de calcul ? Accédez à l'App Store ».
Mais à la surprise générale, lors de la WWDC24, après 17 ans, la calculatrice fait sont apparition sur les iPad.